# Колумбия (мыс)
Мыс Колумбия  (англ. Cape Columbia) — крайний северный пункт Канады, расположен на острове Элсмир в море Линкольна в Северном Ледовитом океане. Открыт в 1876 году британскими мореплавателями Пелгамом Алдричем и Джорджем Нэрсом.
Мыс расположен всего в 769 км от Северного полюса. За пределами Гренландии это самая северная точка суши в мире.
Расстояние от мыса Колумбия до самой южной точки Канады — острова Мидл — составляет 4640 километров.